# Pati Behrs
Pati Behrs Eristoff (ros. Патриция Эристова, Patricyja Eristowa; ur. 13 lutego 1922 na terenie ZSRR, zm. 4 lipca 2004 w Camarillo, USA) – rosyjska aktorka, księżniczka rosyjska, córka księcia Behrsa, pułkownika kawalerii cesarskiej. Pierwsza żona amerykańskiego aktora Johna Dereka (lata 1951-1957), w tym małżeństwie urodziła w 1950 syna Russela (sparaliżowanego) oraz córkę Sean Catherine (w 1957).
Po rozwodzie poślubiła doktora Lucasa Lindleya. Była córką siostrzenicy Lwa Tołstoja.

## Filmografia
- 1949: Come to the Stable
- 1949: The Beautiful Blonde from Bashful Bend
- 1948: When My Baby Smiles at Me
- 1948: Unfaithfully Yours
- 1948: Apartment for Peggy
- 1947: Forever Amber
- 1946: The Razor's Edge